# 索滕內
48°55′19″N 39°20′47″E / 48.92194°N 39.34639°E
索滕內（烏克蘭語：Сотенне）是位於烏克蘭東部的村莊，由盧甘斯克州夏斯季耶区的下泰普萊市鎮負責管轄。該村始建於1764年，面積0.78平方公里，海拔高度63米，2001年人口1,103，人口密度每平方公里1,421.4人。